# Wei Wei (écrivain, 1957)
Dans ce nom chinois, le nom de famille, Wei, précède le nom personnel.
Pour les articles homonymes, voir Wei Wei (homonymie) et Wei.
Ne pas confondre avec Wei Wei (1920-2008), également écrivain chinois.
Wei-Wei, née à Guangxi en Chine en 1957, est une écrivaine chinoise, de langue française.

## Biographie
À la fin de la Révolution culturelle, Wei-Wei est envoyée à la campagne pour être rééduquée. Elle suit des études en français, puis séjourne à Paris et à Manchester, où elle s’installe.
Wei-Wei est autrice de romans écrits en français.

## Œuvres
- La Couleur du bonheur, Paris, Éditions Denoël, coll. « Hors collection littérature », 1996, 300 p.  (ISBN 978-2-207-24454-8)
- Le Yangtsé sacrifié : voyage autour du barrage des Trois-Gorges, Paris, Éditions Denoël, coll. « Hors collection », 2007, 238 p.  (ISBN 978-2-207-24521-7)
- Fleurs de Chine, La Tour d’Aigues, France, Éditions de l’Aube, 2001, 656 p.  (ISBN 2-87678-631-1)
- Une fille Zhuang, La Tour d’Aigues, France, Éditions de l’Aube, 2006, 249 p.  (ISBN 2-7526-0197-2)[2],[3]